# Allodape obscuripennis
Allodape obscuripennis là một loài Hymenoptera trong họ Apidae. Loài này được Strand mô tả khoa học năm 1915.